# Clarias hilli
Clarias hilli är en fiskart som beskrevs av Fowler, 1936. Clarias hilli ingår i släktet Clarias och familjen Clariidae. IUCN kategoriserar arten globalt som livskraftig. Inga underarter finns listade i Catalogue of Life.